# Tau de Kendall
Pour les articles homonymes, voir Kendall.
En statistique, le tau de Kendall (ou {\displaystyle \tau } de Kendall) est une statistique qui mesure l'association entre deux variables. Plus spécifiquement, le tau de Kendall mesure la corrélation de rang entre deux variables. Elle est nommée ainsi en hommage à Maurice Kendall qui en a développé l'idée dans un article de 1938 bien que Gustav Fechner ait proposé une idée similaire appliquée aux séries temporelles dès 1897.

## Définition
Soit {\displaystyle (x_{1},y_{1}),(x_{2},y_{2}),\dots ,(x_{n},y_{n})} un ensemble d'observations des variables jointes {\displaystyle X} et {\displaystyle Y} tel que les valeurs des {\displaystyle (x_{i})} et {\displaystyle (y_{i})} sont uniques. Les paires d'observations {\displaystyle (x_{i},y_{i})} et {\displaystyle (x_{j},y_{j})} sont dites concordantes si {\displaystyle x_{i}<x_{j}} et {\displaystyle y_{i}<y_{j}} ou si {\displaystyle x_{i}>x_{j}} et {\displaystyle y_{i}>y_{j}}. Elles sont dites discordantes si {\displaystyle x_{i}<x_{j}} et {\displaystyle y_{i}>y_{j}} ou si {\displaystyle x_{i}>x_{j}} et {\displaystyle y_{i}<y_{j}}. Dans le cas où {\displaystyle x_{i}=x_{j}} ou {\displaystyle y_{i}=y_{j}}, la paire n'est ni concordante ni discordante.
Le tau de Kendall est alors défini comme :
{\displaystyle \tau ={\frac {({\text{nombre de paires concordantes}})-({\text{nombre de paires discordantes}})}{{\frac {1}{2}}\cdot n\cdot (n-1)}}.}

### Propriétés
Le dénominateur étant le nombre total de paires, la valeur de {\displaystyle \tau } est comprise entre -1 et 1. Si {\displaystyle X} et {\displaystyle Y} sont indépendantes, il est attendu que la valeur de tau soit approximativement égale à zéro.